# Guadalaviar
Guadalaviar település Spanyolországban, Teruel tartományban. Guadalaviar Albarracín községgel határos. Lakosainak száma 237 fő (2024).

## Népesség
A település népessége az utóbbi években az alábbiak szerint változott:
| Lakosok száma | 284  | 273  | 270  | 252  | 236  | 248  | 241  | 241  | 249  | 237  |
|               | 2001 | 2004 | 2007 | 2009 | 2012 | 2014 | 2017 | 2019 | 2022 | 2024 |